# Moara de aburi din Hlinaia
Moară de aburi este o moară amplasată în Hlinaia, Unitățile Administrativ-Teritoriale din Stînga Nistrului, Republica Moldova. Este un monument istoric și arhitectural de importanță națională inclus în Registrul monumentelor Republicii Moldova ocrotite de stat cu nr. 1323 (raionul Slobozia). Datează de la înc. sec. XX.